# 3942 Churivannia
3942 Churivannia eller 1977 RH7 är en asteroid i huvudbältet som upptäcktes den 11 september 1977 av den rysk-sovjetiske astronomen Nikolaj Tjernych vid Krims astrofysiska observatorium på Krim. Den har fått sitt namn efter far och son Ivan I. Churyumov.
Asteroiden har en diameter på ungefär 7 kilometer.